# Lambsey
Lambsey（日语：ラムジ）是日本的一支乐队，成立于2004年，由山下祐樹和井上慎二郎两人组成。2005年签约avex唱片公司并出道。2013年3月31日解散。
至今，他们总共发行了5首单曲、2张迷你专辑和2张专辑。2011年2月2日计划发行第3张专辑"旋转木马"。
他们所属的事务所是グロール股份有限公司，唱片公司是 cutting edge。

## 成员
山下祐樹
1981年7月15日出生于日本福冈县北九州市。血型为B。担任主唱。
井上慎二郎
1967年7月14日出生于日本神奈川县仓城市，血型为A，是一位音乐家。负责音乐制作、吉他。同时也是Lambsey所属公司グロール有限公司的总经理。

## 演艺经历
被起用为2010年JRA品牌形象歌曲的《青年人》获得了赛马粉丝的支持，在东京竞马场和阪神赛马场举行了迷你live。
作为词作家，也被制作工作人员高度评价其才能的井上和山下一起为东方神起的歌曲《为何我会喜欢上你？(どうして君を好きになってしまったんだろう?)》、《Bolero》作词，《为何我会喜欢上你？》在2008年日本唱片大奖优秀奖最佳作品奖单元获奖。此外，井上慎二郎为东方神起的“stand by u”作词，并于2009年荣获唱片大奖优秀作品作词奖。
2009年3月开始，在川崎街头定期举办演唱会。
2010年3月26日，他们在川崎街头club citta举办了集大成个人演唱会“kawake”。
2011年3月25日，也同样在club citta 举办个人演唱会“kawooaku”。
2017年~ 2018年，他们演唱的流行歌曲《PLANET》(收录于2006年发售的专辑《三重奏》)在中国视频分享网站抖音和快手走红，在网易云音乐排名第5位。